# Vanillin-HCl-Färbung

Vanillin

Die Vanillin-HCl-Färbung ist eine histologische Färbung zur Darstellung von Tanninen mit einer Vanillin-Salzsäure-Lösung.

## Eigenschaften
Die Vanillin-HCl-Färbelösung besteht aus zehn Prozent Vanillin in einer Ethanol-Salzsäure-Lösung. Tannine werden bei der Vanillin-HCl-Färbung orange-rot angefärbt. Dadurch kann unter anderem die Lokalisation der Phlorotannine bestimmt werden. Proanthocyanidine oder Catechine werden mit der Vanillin-HCl-Färbung rot gefärbt.
Eine Variante der Vanillinfärbung (Vanillin mit Schwefelsäure) wird in der Dünnschichtchromatographie zum Nachweis von ungesättigten Lipiden verwendet.